# 퍼시벌 몰슨 메모리얼 스타디움
퍼시벌 몰슨 메모리얼 스타디움(영어:Percival Molson Memorial Stadium, 프랑스어:Stade Percival-Molson)은 캐나다 퀘벡주 몬트리올에 소재했던 다목적 경기장이다. 현재 CFL 몬트리올 알루에츠의 홈경기장으로 사용하고 있다.